# Austrey
Austrey – wieś w Anglii, w hrabstwie Warwickshire, w dystrykcie North Warwickshire. Leży 42 km na północ od miasta Warwick i 161 km na północny zachód od Londynu. W 2001 miejscowość liczyła 993 mieszkańców.